# Partij voor de Dieren (België)
De Partij voor de Dieren (afgekort: PvdD) is een Vlaamse politieke partij in België. Naar analogie met de Nederlandse naamgenoot ijverde de partij voor dierenrechten en een betere behandeling van dieren in het algemeen. Desondanks is de partij geen zusterpartij van de Nederlandse Partij voor de Dieren. Voorzitter van de Partij voor de Dieren is Jan Van Puyvelde.

## Geschiedenis
In navolging van de Nederlandse partij kwam de Partij voor de Dieren voor het eerst op tijdens de Vlaamse verkiezingen van 2004, al diende men enkel een kieslijst in voor de kieskring Antwerpen. De lijst telde zes titularissen en zes opvolgers. Voorzitter en lijsttrekker Van Puyvelde haalde er 471 voorkeurstemmen. De partij zelf behaalde 0,06% (2604 stemmen) van het totaal aantal uitgebrachte stemmen.
In 2010 maakte de partij bekend dat ze bij de geplande federale verkiezingen van 2011 overal zou deelnemen. De verkiezingen werden echter een jaar vervroegd en de partij had onvoldoende tijd om de deelname te organiseren voor de Belgische federale verkiezingen van 2010. Voorzitter Van Puyvelde was echter wel terug te vinden op de vierde plaats op de Senaatslijst van LDD. Hij werd niet verkozen.

## Alliantie met Vlaams Belang
In 2019 verbond de partij zich aan Vlaams Belang, die via de eenmanspartij publiciteit maakte op Facebook.

## Bekende (ex-)leden
- Joyce De Troch